# Michel Vaarten
Michel Vaarten (Turnhout, 10 de enero de 1957) es un deportista belga que compitió en ciclismo en la modalidad de pista, especialista tanto en pruebas de velocidad como de fondo; aunque también disputó carreras de ruta.
Participó en los Juegos Olímpicos de Montreal 1976, obteniendo una medalla de plata en la prueba del kilómetro contrarreloj.
Ganó cinco medallas en el Campeonato Mundial de Ciclismo en Pista entre los años 1979 y 1990, y una medalla de oro en el Campeonato Europeo de Madison de 1980.

## Medallero internacional
| Juegos Olímpicos   | Juegos Olímpicos                  | Juegos Olímpicos  | Juegos Olímpicos         |
| Año                | Lugar                             | Medalla           | Competición              |
| ------------------ | --------------------------------- | ----------------- | ------------------------ |
| 1976               | Montreal (Canadá)                 | Medalla de plata  | 1 km contrarreloj        |
| Campeonato Mundial |                                   |                   |                          |
| Año                | Lugar                             | Medalla           | Competición              |
| 1979               | Ámsterdam (Países Bajos)          | Medalla de bronce | Velocidad individual (P) |
| 1986               | Colorado Springs (Estados Unidos) | Medalla de oro    | Keirin (P)               |
| 1986               | Colorado Springs (Estados Unidos) | Medalla de plata  | Puntuación (P)           |
| 1988               | Gante (Bélgica)                   | Medalla de bronce | Keirin (P)               |
| 1990               | Maebashi (Japón)                  | Medalla de plata  | Keirin (P)               |
| Campeonato Europeo |                                   |                   |                          |
| Año                | Lugar                             | Medalla           | Competición              |
| 1980               | Gante (Bélgica)                   | Medalla de oro    | Madison                  |

1. ↑  Campeonato Europeo realizado sólo para la disciplina de madison.

## Palmarés en pista
- 1976

 Medalla de plata en los Juegos Olímpicos de Montreal de Kilómetro contrarreloj
- 1977

 Campeón de Bélgica de Kilómetro
 Campeón de Bélgica de Velocidad
- 1978

 Campeón de Bélgica de Velocidad
 Campeón de Bélgica de Derny
 Campeón de Bélgica de Ómnium
- 1979

1º en los Seis días de Amberes (con René Pijnen y Albert Fritz)
- 1980

Campeón de Europa de Madison (con René Pijnen)
- 1981

 Campeón de Bélgica de Velocidad
- 1982

 Campeón de Bélgica de Velocidad
- 1986

 Campeón del Mundo de keirin

## Palmarés en ruta
- 1986

Vencedor de una etapa del Tour de les Américas
- 1988

Vencedor de una etapa del Tour de les Américas
- 1989

Vencedor de una etapa del Tour de les Américas